# Robert Archer Cooper
Robert Archer Cooper (* 12. Juni 1874 in Waterloo, Laurens County, South Carolina; † 7. August 1953 in Laurens, South Carolina) war ein US-amerikanischer Politiker und der 93. Gouverneur des Bundesstaates South Carolina. Später wurde er Bundesrichter am Bundesbezirksgericht für Puerto Rico.

## Frühe Jahre
Cooper erwarb am Polytechnic Institute in San Germán, Puerto Rico, einen Doktortitel in Jura, wurde 1898 als Anwalt zugelassen und praktizierte in Laurens. Im Jahr 1900 wurde er in das Repräsentantenhaus von South Carolina und 1904 zum Rechtsanwalt des achten Judikativdistrikts des Bundesstaates gewählt.

## Gouverneur von South Carolina
Cooper gewann die Wahl zum 93. Gouverneur von South Carolina am 5. November 1918 ohne Gegenkandidaten. Ebenso unumstritten war seine Wiederwahl am 2. November 1920. Als Demokrat setzte er die progressive Politik seines Vorgängers Richard Irvine Manning fort, indem er eine siebenmonatige Schulzeit und die Schulpflicht einführte, die Gesundheitsfürsorge erweiterte und die Straßen verbesserte. Diese Initiativen wurden durch die striktere Anwendung existierender Steuergesetze und die Neubewertung von staatlichem Eigentum finanziert. In seiner Amtszeit wurden die Arbeitszeiten in der Textilindustrie des Staates auf zehn Stunden pro Tag und 55 Stunden pro Woche festgelegt. Ebenfalls in seine Amtszeit fiel die Verabschiedung des 19. US-Verfassungszusatzes am 26. August 1920, der das Frauenwahlrecht in den USA einführte. South Carolina tat sich mit der Ratifizierung dieses Gesetzes schwer. Erst im Jahr 1969 konnte man sich zu diesem Schritt entschließen.
Im Jahr 1922 verließ er das Gouverneursamt, um für fünf Jahre einen Posten beim Federal Farm Loan Board anzunehmen. Nach seiner Rückkehr in die Justiz berief US-Präsident Franklin D. Roosevelt ihn zum Syndikus der Commodity Credit Corporation. Roosevelt ernannte ihn 1934 wiederum als Nachfolger des verstorbenen Ira K. Wells zum Richter am United States District Court for the District of Puerto Rico. Dieses Amt behielt er bis 1947.

## Familie
Robert Archer Cooper war zweimal verheiratet, sowohl mit seiner ersten im Jahr 1914 gestorbenen Frau Mamie Machen als auch mit seiner zweiten Frau Dorcas Calmes hatte er ein Kind. Nach seinem Tod 1953 wurde er in Laurens bestattet.